# マイマイ新子
『マイマイ新子』（マイマイしんこ）とは芥川賞作家・髙樹のぶ子が自身の少女時代をモデルに描いた自伝的小説である。
昭和30年の山口県防府市国衙を舞台とする。主人公は、作者の本名（旧姓）から採って「青木新子」と命名されている。
2009年公開の日本のアニメ映画『マイマイ新子と千年の魔法』の原作。

## 書誌情報
- 初出：クロワッサン（マガジンハウス社）2003年7月10日号 - 2004年7月25日号まで連載 全26章
- ハードカバー版：マガジンハウス社 2004年9月30日発売　ISBN 4838715315
- 文庫版：新潮文庫（新潮社） 2009年4月1日発売　ISBN 4101024227

オーディオブック化されており、wisによる朗読の音声ファイル版が2010年2月6日 - 2010年11月13日にかけ全4冊配信され、後にCDになった。

## 登場人物
- 新子

9歳。かつて周防国衙があった土地に住む。右の額にもつむじ（マイマイ）があるため、前髪が逆立っている。このマイマイがときどきアンテナのように何かをキャッチし、震える。同じ作者の芥川賞受賞作『光抱く友よ』の主人公・涼子と同じく、気になる同級生をその家まであとをつけて行く。
- 小太郎

新子の母方の祖父。片目を失って義眼。元は大地主だったが、教員生活を送っているうちに戦後の農地解放でほとんどの土地を奪われてしまった。気難しく鬱屈している。
- 長子

新子の母。地主の一人娘としてのどかに育った。娘がいるにもかかわらず、雑誌の写真コンテストに自分で応募する。
- 東介

新子の父。青木家に入り婿した。元特攻隊員。今は山口大学でクロレラを研究する。
- 初江

新子の祖母。弟を広島の原爆で亡くした。
- 光子

新子の妹。幼稚園児。前髪にはマイマイがなく、おかっぱの前がきれいに揃っている。
- シゲル

新子の友達。元青木家の小作だった自転車屋の息子。
- 貴伊子

新子の同級生。最近、東京から埋立地の紡績会社の社宅に引っ越して来た。工場医の娘。真っ白いソックス。耳の上の髪にパーマネントがかかっている。香水をつけて登校する。金山食堂の娘・宏子にいじめられ、取っ組み合いとなる。
- タツヨシ

新子の友達。5年生。父親の木刀を持ち出して来る。
- 八郎

新子の友達。中学生。